# Guido Wolf
Guido Wolf (ur. 12 czerwca 1924 w Vaduz, zm. 13 października 1994 tamże) – liechtensteiński strzelec, olimpijczyk.
Uczestniczył w Letnich Igrzyskach Olimpijskich 1960 w Rzymie. Startował w dwóch konkurencjach, w których odpadał w kwalifikacjach.

## Wyniki olimpijskie
| Igrzyska | Konkurencja                               | Wynik | Miejsce     | Źródło |
| -------- | ----------------------------------------- | --- | ----------- | ------ |
| IO 1960  | Karabin małokalibrowy, trzy postawy, 50 m | Kwalifikacje – 493 punkty (NQ) W pozycji leżącej – 179 punktów (90-89) W pozycji klęczącej – 170 punktów (87-83) W pozycji stojącej – 144 punkty (75-69) | 68 (na 75)  | [ 3 ]  |
| IO 1960  | Karabin małokalibrowy leżąc, 50 m         | Kwalifikacje – 374 punkty (92-96-92-94) (NQ) | 73T (na 85) | [ 4 ]  |